# Stade de Roudourou
Stade municipal de Roudourou este un stadion din Guingamp, Franța, fiind stadionul pe care joacă meciurile de pe teren propriu echipa En Avant Guingamp din Ligue 2 din Franța.
Lucrările de construcție a stadionului au început în 1989, iar stadionul a fost inaugurat la 21 ianuarie 1990, cu un meci împotriva echipei Paris Saint-Germain. 
Stadionul are o capacitate de 19.033 de persoane în urma unei renovări în 2018.
La 10 octombrie 2009, a găzduit echipa națională de fotbal a Franței, care a învins Insulele Feroe cu 5-0 în calificările pentru Campionatul Mondial de Fotbal 2010. Victoria a asigurat locul Franței în play-off. La 11 octombrie 2018, stadionul a găzduit echipa națională de fotbal a Franței într-un meci amical împotriva Islandei.